# Бесдорф
Бесдорф (нім. Besdorf) — громада в Німеччині, розташована в землі Шлезвіг-Гольштейн. Входить до складу району Штайнбург. Складова частина об'єднання громад Шенефельд.
Площа — 7,37 км2. Населення становить 241 ос. (станом на 31 грудня 2020).